# Gila Cliff Dwellings nationalmonument

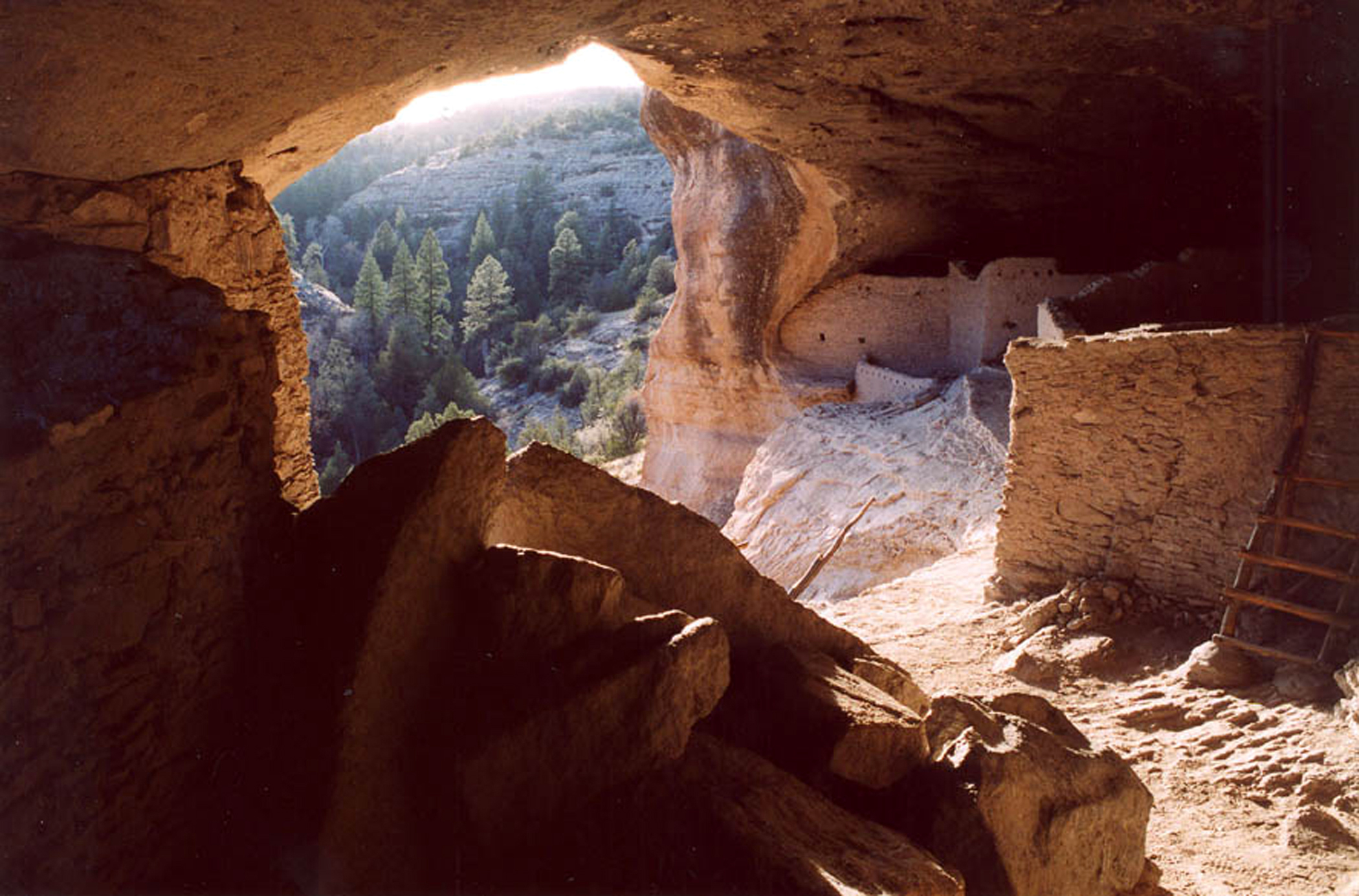
Gila Cliff Dwellings nationalmonument

Gila Cliff Dwellings nationalmonument ligger i Catron County i delstaten New Mexico i USA. Här bevaras 700 år gamla ruiner från Mogollonkulturen. Nationalmonumentet grundades 1907.